# Karl Otto (Maler)

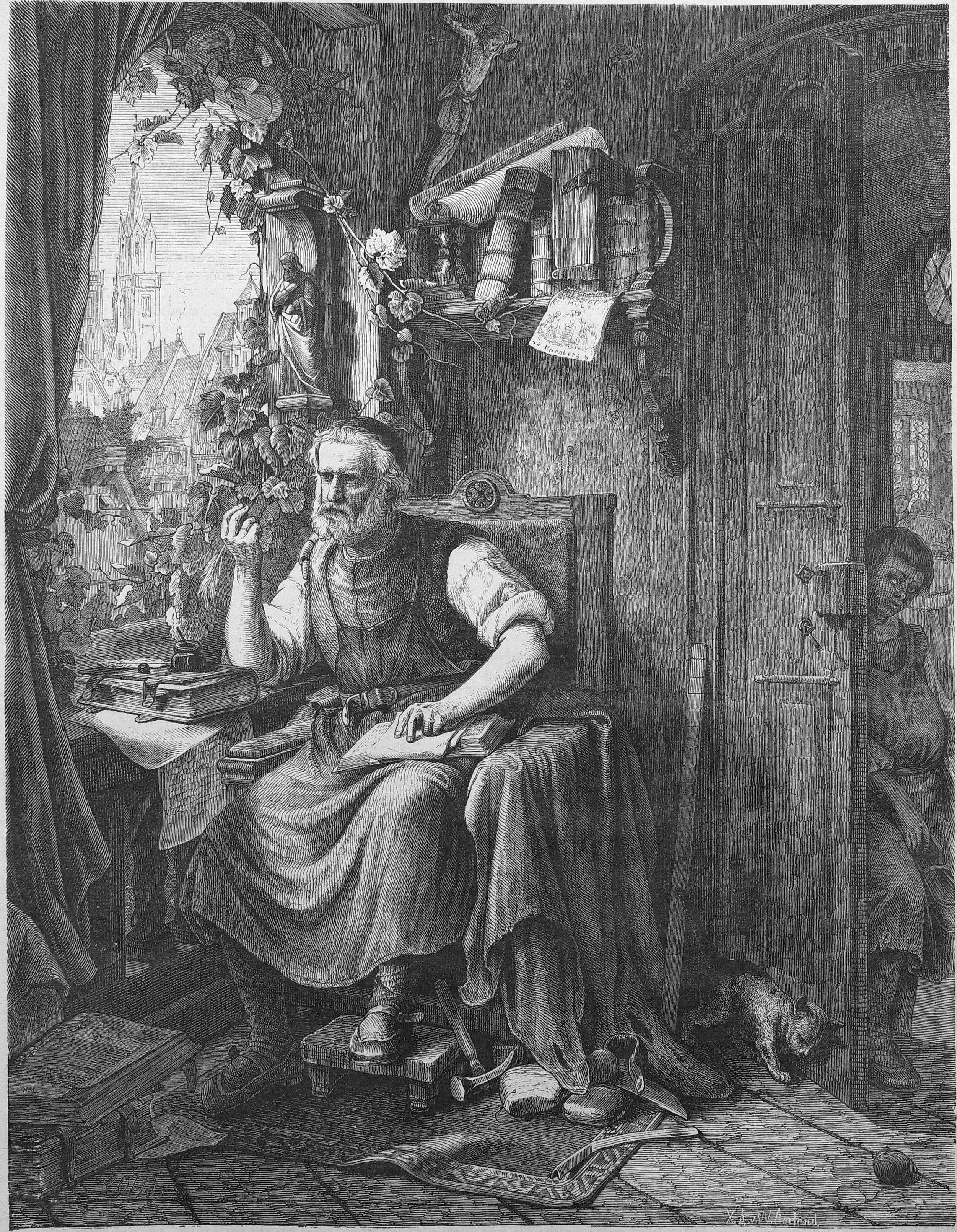
Die Gartenlaube, „Hans Sachs. Nach dem Oelbilde von Karl Otto in München“ (1867)

Karl Otto (* 26. August 1830 in Osterode; † 2. Oktober 1902 in Oberschleißheim/München) war ein deutscher Maler und Porzellanmaler. 

## Leben  und Wirken
Otto war Schüler von Carl Theodor von Piloty und beteiligte sich an den Wandbildern für das Bayerische Nationalmuseum sowie dem Maximilianeum in München. Er fertigte Portraits an, widmete sich aber auch der Historienmalerei. Ein Beispiel hierfür ist sein Werk Die ersten Christen in Rom von 1869 (Öl auf Leinwand, H165 × B265 cm), das sich heute im Depot der Neuen Galerie in Kassel befindet.